# Metronapoli
Metronapoli S.p.A. è stata un'azienda napoletana di trasporto pubblico, fusasi poi con l'ANM. Metronapoli rientrava tra le aziende del Consorzio UnicoCampania.

## Storia
Creata il 26 luglio 2000 e operativa dal 1º febbraio 2001. Nacque per suddividere la gestione delle linee metropolitane e i servizi ettometrici, all'ANM.
Il 27 novembre 2012 con una delibera della giunta comunale viene approvato il nuovo testo dello Statuto Sociale di Metronapoli S.p.A. con il conferimento di tutte le quote azionarie detenute,  della società Napolipark s.r.l. a sua volta controllata al 100% dal Comune di Napoli in essa.
Il 24 ottobre del 2013 viene firmato l'atto notarile con la quale le quote azionarie di Metronapoli S.p.A. vengono conferite nuovamente in ANM.

## Tratte gestite
L'azienda gestiva le linee 1 e 6 della metropolitana di Napoli e i sistemi ettometrici. Per un breve periodo ha gestito anche la linea 2. Inoltre controllava il corridoio di collegamento della linea 1 con la linea 2.